# Diolenius amplectens
Diolenius amplectens är en spindelart som beskrevs av Tord Tamerlan Teodor Thorell 1881. Diolenius amplectens ingår i släktet Diolenius och familjen hoppspindlar. Inga underarter finns listade i Catalogue of Life.